# Gwint: Wiedźmińska gra karciana
Gwint: Wiedźmińska gra karciana (ang. Gwent: The Witcher Card Game) – komputerowa kolekcjonerska gra karciana oparta na modelu free-to-play, stworzona przez polskie studio CD Projekt Red i wydana na platformach Microsoft Windows, PlayStation 4, Xbox One, iOS oraz Android. Tytuł stanowi samodzielną, bardziej rozbudowaną wersję minigry, która po raz pierwszy pojawiła się w grze Wiedźmin 3: Dziki Gon i szybko okrzyknięta została jedną z najlepszych w historii branży. Do ogłoszenia prac nad produkcją doszło 13 czerwca 2016. Od 24 maja 2017 gra znajdowała się w fazie otwartych beta testów. Premiera gry na komputery osobiste odbyła się 23 października 2018. Wersje konsolowe ukazały się 4 grudnia 2018. Premiera na platformie iOS odbyła się 29 października 2019. 24 marca 2020 gra ukazała się na platformie Android. Produkcja spotkała się z pozytywnym odbiorem krytyków, uzyskując wysokie średnie ocen w agregatorach. Od czasu premiery gra doczekała się siedmiu rozszerzeń zatytułowanych Krwawa klątwa, Novigrad, Żelazna wola, Kupcy Ofiru, Pan Lusterko, Wiedźmini oraz Cena władzy.

## Rozgrywka
Gwint jest cyfrową kolekcjonerską grą karcianą rozgrywającą się w świecie znanym z serii Wiedźmin. Gra oferuje zarówno tryb rozgrywki jednoosobowej, jak i tryby rozgrywki wieloosobowej. Tryb dla jednego gracza oferować ma w przyszłości rozbudowaną kampanię fabularną, udostępnianą w odcinkach. Natomiast gra wieloosobowa polega na rywalizacji ze sobą graczy, za pomocą sukcesywnie kompletowanych talii kart, podzielonych na sześć różnorodnych frakcji. W grze wieloosobowej gracze mają możliwość potyczki z losowym przeciwnikiem lub przyjacielem oraz możliwość gry rankingowej z przeciwnikami o podobnych rangach.

### Przebieg gry
Na początku potyczki każdy z graczy losuje dziesięć przypadkowych kart ze swojej talii, z których dwie może potem wymienić (trzy, jeśli to on zaczyna). W każdej turze można wykonać tylko jedną z dwóch możliwych akcji. Dostępnymi możliwościami są położenie karty na polu bitwy, oraz pas, czyli rezygnacja z wykonywania dalszych akcji aż do skończenia rundy. Możliwe jest też użycie umiejętności swojego dowódcy, który został wybrany przy tworzeniu talii, nie jest to jednak zaliczane jako zagranie karty i odbywa się razem z tym. Karty jednostek umieszczane są w dwóch rzędach, odpowiadającym kolejno jednostkom walczącym wręcz oraz jednostkom walczącym w atakach dystansowych. Każda potyczka dzieli się na trzy rundy. Celem gry jest uzyskanie większej liczby punktów niż przeciwnik w dwóch z trzech rund.

### Frakcje
Do dyspozycji gracza oddano sześć grywalnych frakcji: królestwa północy, Scoia'tael, potwory, Skellige, Cesarstwo Nilfgaardu oraz Syndykat, dodany w specjalnie poświęconym mu dodatku Novigrad w lipcu 2019 roku. Każda frakcja ma niepowtarzalny charakter i mechanikę oraz sześciu różnych dowódców.

## Produkcja

### Sukces minigry
19 maja 2015 światową premierę miała gra Wiedźmin 3: Dziki Gon. Tytuł okazał się dużym sukcesem artystycznym, jak i komercyjnym. Jednym z najlepiej ocenianych elementów produkcji stała się zaimplementowana w niej minigra karciana gwint, której nazwa została zaczerpnięta z twórczości Andrzeja Sapkowskiego, mimo że nie stanowiła dokładnego odwzorowania gry wykreowanej przez pisarza w powieściach z cyklu o wiedźminie. Choć minigra stanowiła tylko jedną z wielu aktywności pobocznych dostępnych Wiedźminie 3, dzięki znacznemu stopniu dopracowania zyskała duże grono fanów, podejmujących próby przeniesienia jej poza obszar gry, której stanowiła część. 14 czerwca 2015 roku ukazała się fanowska modyfikacja do gry Tabletop Simulator, która wprowadzała możliwość rozgrywania w niej gwintowych potyczek. 6 lipca 2015 roku grupa fanów zainaugurowała stronę internetową, która umożliwiała grę w gwinta poprzez przeglądarkę internetową z innymi graczami. Strona internetowa została szybko zamknięta na skutek interwencji CD Projekt Red. Później pojawiały się podobne inicjatywy, wszystkie jednak także były usuwane. Na skutek tego zainteresowania, studio podjęło jednak prace nad własnym projektem. 6 czerwca 2016 roku został złożony wniosek o rejestrację znaku towarowego gry. Do oficjalnego ogłoszenia tytułu przez twórców doszło 13 czerwca 2016 roku. Tego samego dnia została uruchomiona dla chętnych graczy możliwość zapisu do udziału w beta testach gry.

### Wersja beta
Zamknięta wersja beta gry, której start pierwotnie planowany był na wrzesień 2016 roku, ostatecznie została udostępniona 26 października 2016 roku. Dostęp do zamkniętej bety otrzymywali gracze na podstawie zaproszenia, wysyłanego do osób, które uprzednio zapisały się do listy chętnych za pomocą formularza na specjalnie dedykowanej stronie internetowej. W trakcie trwania zamkniętych testów gry, studio zajmujące się produkcją opuścił główny projektant rozgrywki – Damien Monnier. Koniec współpracy nastąpił za porozumieniem stron, ale studio nie podało do oficjalnej wiadomości przyczyny odejścia kluczowego pracownika. Zgodnie z oświadczeniem producenta, zmiany kadrowe miały jednak nie wpłynąć na tempo prac nad projektem. Rejestracja nowych graczy do testowania zamkniętej wersji beta gry została zamknięta 14 maja 2017 roku, natomiast 24 maja 2017 oficjalnie zakończono tę fazę rozwoju projektu. W ramach podziękowania za uczestnictwo, wszystkim uczestnikom zamkniętej bety studio udostępniło na należącej do siebie platformie cyfrowej dystrybucji GOG.com darmowy egzemplarz gry Wiedźmin 2: Zabójcy królów.

## Rozwój gry
Tryb dla pojedynczego gracza ma w przyszłości składać się z regularnie udostępnianych kampanii. Dodatki mają oferować graczom zupełnie nowe doświadczenie w którym głównymi elementami ma być opowiadana historia i eksploracja, a w którym gwintowe pojedynki stanowić mają jedynie dodatek, zastępujący walkę z postaciami niezależnymi. Ponadto dodatki mają wzbogacać grę o nowe karty. Pierwsze zapowiedziane rozszerzenie zostało zatytułowane Wojna Krwi.

### Wojna krwi
Rozszerzenie zostało oficjalnie zapowiedziane 22 sierpnia 2017 roku. Fabuła dodatku miała skupiać się wokół postaci Meve, walecznej królowej Lyrii i Rivii, która zostaje zmuszona do odparcia wrogiej inwazji Cesarstwa Nilfgaardu, na swoje ziemie. Ostatecznie projekt rozrósł się do rozmiarów samodzielnej gry, która została wydana 23 października 2018 jako Wojna Krwi: Wiedźmińskie opowieści.

### Krwawa klątwa
Pierwsze oficjalne rozszerzenie do gry. Do zapowiedzi produkcji doszło 4 marca 2019 roku. Rozszerzenie wzbogaciło grę o przeszło 100 nowych kart, a także o dwanaście słów kluczowych i powiązanych z nimi nowych mechanik. Fabuła dodatku koncentruje się na postaci wampira Dettlaffa van der Ereteina, występującego wcześniej w dodatku do gry Wiedźmin 3: Dziki Gon o tytule Krew i wino. Premiera dodatku miała miejsce 28 marca 2019.

### Novigrad
17 czerwca 2019 roku zapowiedziano drugi oficjalny dodatek do gry zatytułowany Novigrad. Dodatek wprowadził do tytułu 90 nowych kart, kilka nowych mechanik oraz Syndykat, nową grywalną frakcję. Fabuła skupiona jest wokół tytułowego Novigradu, kupieckiego miasta położonego u ujścia Pontaru. Syndykat to organizacja powstała poprzez zrzeszenie się wszystkich gangów miasta. Premiera rozszerzenia odbyła się 28 czerwca 2019.

### Żelazna wola
Trzecie rozszerzenie do gry. Wprowadziło 80 nowych kart, w tym przypisane do konkretnych frakcji, jak i neutralne, które mogą zostać dołączone do każdej talii. Wprowadzane zostały również nowe mechaniki, takie jak zbroja czy barykada. Tłem fabularnym jest wojna pomiędzy Redanią a innymi królestwami północnymi. Premiera rozszerzenia odbyła się 2 października 2019.

### Kupcy Ofiru
Czwarte rozszerzenie tytułu. Wzbogaciło grę o 70 nowych kart powiązanych tematycznie z tytułową krainą, inspirowanym bliskim wschodem Ofirem. Pojawiły się również dwie nowe mechaniki. Pierwszą są tzw. manewry bojowe, które zwiększają możliwości w zakresie modyfikowania swojej talii, drugą są natomiast scenariusze, czyli artefakty przypisane do danej frakcji. Premiera dodatku odbyła się 9 grudnia 2019.

### Pan Lusterko
Piąty oficjalny dodatek do gry. Fabuła rozszerzenia skupia się na Gaunterze o’Dimie, czyli tytułowym Panie Lusterko, który jest głównym antagonistą dodatku do gry Wiedźmin 3: Dziki Gon pod tytułem Serca z kamienia. Piąte rozszerzenie wprowadziło 70 nowych kart, nowy typ kart legendarnych oraz nowe rodzaje mechaniki, takie jak: Oddanie, Echo, Weteran, Spisek, Symbioza, Zasłona i Rozdarcie. Premiera dodatku Pan Lusterko odbyła się 30 czerwca 2020.

### Wiedźmini
Szósty dodatek do gry. Fabuła skupia się na wiedźmińskim zakonie. Rozszerzenie wzbogaciło grę o 70 nowych kart, wprowadzono również nowe pojęcie – adrenalinę. Premiera dodatku odbyła się 8 grudnia 2020.

### Cena władzy
Siódmy dodatek do gry. Rozszerzenie wprowadza do Gwinta 26 nowych kart i modyfikuje ogólny balans tworzenia talii. Premiera odbyła się 8 czerwca 2021.

### Zakończenie wspierania
W grudniu 2022 roku CD Projekt Red ogłosiło zakończenie wspierania Gwinta. Postanowiono jednak oddać dalsze rozwijanie gry w ręce społeczności w ramach „Projektu Gwentfinity”. Ostatnia oficjalna aktualizacja ukazała się 17 października 2023 roku. W tym dniu powołana została również Rada ds. Balansu, w której to gracze głosują nad zmianami w kartach.

## Gwent Masters
Gwent Masters to planowany cykl rozgrywek rankingowych i turniejów e-sportowych Gwinta. Zostanie on oparty na sezonowym systemie rywalizacji Pro Ladder, oddzielonym od innych rozgrywek rankingowych, w którym najlepsi gracze rywalizować będą o tzw. „punkty koron”. Ponadto twórcy gry planują organizację oficjalnych i licencjonowanych turniejów best-of-five, skierowanych dla profesjonalnych graczy. Zostały one podzielone na trzy poziomy. Osiem turniejów Open będzie dostępnych dla ośmiu graczy posiadających największą liczbę punktów koron pod koniec każdego sezonu rozgrywek. Cztery konkursy Challenger, będą rozgrywane co drugi sezon. a udział w nich wezmą zarówno uczestnicy turniejów Open, jak i gracze z nominacji dewelopera tytułu. Sukcesy w konkursach wiązać się będą z wysokimi nagrodami pieniężnymi.
Całość zmagań w każdym sezonie ma kończyć wielkie wydarzenie Gwent World Masters, czyli finał całych rozgrywek, w którym zawodnicy walczyć będą o tytuł mistrza świata. Suma nagród Gwent World Masters ma wynieść ćwierć miliona dolarów. Rekrutacja do finałów będzie się odbywać ze zwycięzców Challengerów oraz spośród osób z największą całkowitą liczbą koron w rankingu Pro Ladder.

## Odbiór gry

### Przed premierą
Przedpremierowa wersja gry spotkała się z ciepłym przyjęciem ze strony krytyków oraz mediów branżowych. Vince Ingenito z serwisu IGN porównał grę do cyfrowych gier karcianych Hearthstone oraz Magic: The Gathering. Stwierdził jednak, że bardziej przypadł mu do gustu Gwint. Mateusz Araszkiewicz z serwisu Gry-Online testując wersję beta Gwinta, docenił zmiany, jakie twórcy wprowadzili względem podstawowej formuły minigry oraz fakt, że udało się tego dokonać przy jednoczesnym zachowaniu ducha oryginału. Kamil Ostrowski z serwisu Gram.pl uznał produkcję za koncepcyjnie ciekawą i wciągającą.

### Po premierze
Gra spotkała się z dobrym przyjęciem wśród krytyków, osiągając średnią wynoszącą 80/100 z 6 recenzji w serwisie Metacritic. Alessandro Barbosa z serwisu GameSpot w swojej recenzji zachwalał niezwykle wciągającą rozgrywkę oraz mnogość technik których skuteczne opanowanie może doprowadzić do zwycięstwa, jednocześnie wskazał, że tempo w jakim toczą się mecze dla niektórych może okazać się zbyt wolne. Ogółem przyznał tytułowi ocenę 8/10. Suriel Vazquez z serwisu Game Informer także dobrze przyjął produkcję, w swojej recenzji zwracając uwagę na dużą dowolność strategii jaką oferuje tytuł oraz na dobrze zaprojektowany system progresji, ogółem przyznając jej ocenę 8,5/10. Gra przypadła do gustu również Hubertowi Sosnowskiemu z serwisu Gry-Online, który chwalił produkcję za wykreowany przez nią klimat, nastrojową muzykę, jakość i poziom artystyczny grafiki oraz za dobrze przemyślaną rozgrywkę, która według niego zaprezentowała świeże podejście w gatunku gier karcianych. Zdaniem recenzenta mechanika gry zawierała jednak pewne luki, a grę trapiły także drobne błędy techniczne. Ostatecznie przyznał grze ocenę 7,5/10. Piotr Grabiec z serwisu Spider’s Web, który podjął się zrecenzowania gry w wersji mobilnej docenił to, jak twórcom udało się przygotować rozgrywkę na niewielkich ekranach.

### Nominacje i nagrody
Gra uzyskała nominację w kategorii „Najbardziej obiecująca nowa gra e-sportowa” podczas SXSW Gaming Awards 2019 oraz nominację w kategorii „Najlepsza oprawa artystyczna w polskiej grze” podczas Digital Dragons Awards 2019.